# Ernest William Hornung

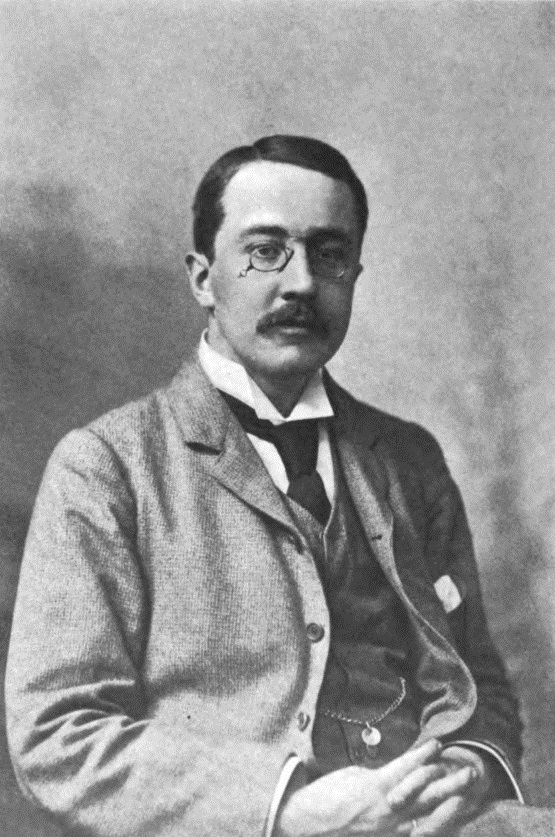
E. W. Hornung, po 1901.

Ernest William Hornung, bardziej znany jako E. W. Hornung (ur. 7 czerwca 1866 w Middlesbrough; zm. 22 marca 1921 we Francji) – angielski pisarz, powieściopisarz i poeta, pochodzący z rodziny o węgierskich korzeniach; znany głównie z serii opowiadań i książek o A. J. Rafflesie, złodzieju-dżentelmenie.

## Włamywacz-dżentelmen Arthur J. Raffles, nowy typ bohatera

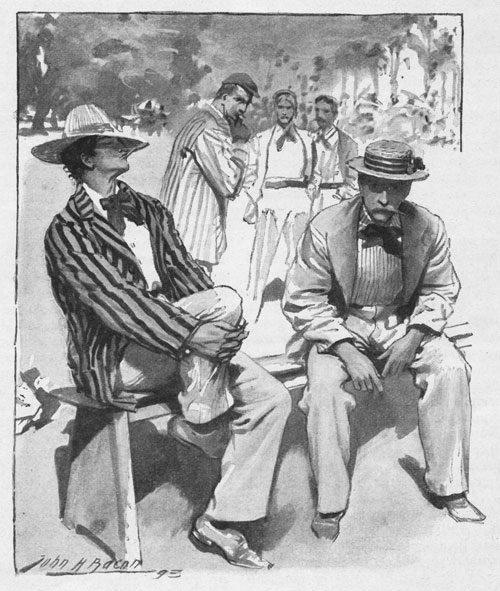
Raffles i Bunny - ilustracja autorstwa Johna H. Bacona, 1898.

Pierwsze z serii opowiadań o przygodach włamywacza A. J. Rafflesa (które opublikował w 1889 w brytyjskim czasopiśmie Cassell's Magazine, a następnie w 1899 w zbiorze The Amateur Cracksman, pol. Włamywacz amator), zadedykował swojemu szwagrowi, Arthurowi Conanowi Doyle'owi.
Spowodowało ono w owym czasie pewien szok kulturowy, ponieważ jego bohaterem jest nie policjant lub detektyw broniący prawa i porządku ale przestępca (a raczej para przestępców, bo Raffles zwykle działa w parze ze swoim przyjacielem i narratorem tej serii opowiadań, Bunnym Mandersem). Budzą oni w dodatku sympatię czytelnika, który kibicuje ich niebezpiecznym przygodom. Hornung był tego świadom i w końcówce serii niejako rehabilitował Rafflesa jego bohaterską śmiercią na wojnie burskiej w Afryce. 
W tym samym czasie (w 1905), we Francji, podobną postać Arsèna Lupina powołał do życia Maurice Leblanc. Dało to powód do posądzenia go o plagiat.
Obok Sherlocka Holmesa i Arsèna Lupina, Raffles, jest jedną z klasycznych postaci wczesnego kryminału, która pojawia się także w filmach kinowych i telewizyjnych, sztukach teatralnych i słuchowiskach radiowych.